# ICCC „Selecția”
ICCC „Selecția” (Institutul de Cercetări pentru Culturile de Câmp „Selecția”) este un centru științific din Bălți specializat în ameliorarea și selecția culturilor agricole. 

## Istoric
ICCC „Selecția” a fost fondată prin Hotărârea Consiliului Comisarilor Poporului ai URSS nr. 737 din 1 iulie 1944 a fost fondată cu numele Stațiunea de Stat Experimentală Moldovenească pentru Ameliorare. Ea a fost amplasată pe terenuri de stat  și era alcătuită din trei subdiviziuni cu o suprafață de circa 1000 hectare. Subdiviziunea Centrală cu sediul în Bălți ocupă terenurile fostei episcopii, școlii normale, mănăstirii  și gospodăriei avocatului Ionescu. Subdiviziunea a doua a fost amplasată pe terenurile fostei Camere Agricole, iar subdiviziunea a treia din partea de nord-est a orașului Bălți, la o depărtare de 15 km de oraș, pe terenurile fostei gospodării a colonelului Todtd. Terenurile inițial atribuite stațiunii au rămas fără schimbări esențiale. Cercetarea se înfăptuiește preponderent pe terenurile primei subdiviziuni, iar sectorul de producere  este amplasat pe teritoriul celorlalte două. Terenurile experimentale sunt amplasate pe soluri cernoziomice din Stepa Bălților .
În anul 1956 în baza Stațiunii Experimentale de Stat pentru Ameliorare și a Secției de Fitotehnie a Filialei Moldovenești a Academiei de Științe din URSS a fost creat Institutul Moldovenesc de Cercetări Științifice în domeniul Agriculturii, transformat ulterior  în Institutul Moldovenesc de Cercetări Științifice pentru Selecție, Producerea Semințelor  și Tehnologia Culturilor de Câmp (1961), iar mai apoi în Institutul de Cercetări Științifice pentru Culturile de Câmp (1972). Concomitent, institutului i-au fost atribuite suplimentar 555 ha de teren agricol, care aparțineau anterior fostului colhoz „Lenin” din satul Pământeni (actualmente cartier în orașului Bălți), majoritatea locuitorilor căruia erau lucrători ai subdiviziunilor științifice ale institutului. 
O etapă nouă în activitatea Institutului de Cercetări pentru Culturile de Câmp s-a început în 1973, odată cu formarea în baza institutului și celor 14 gospodării semincere, amplasate în diferite zone ale Republicii Moldova, a Asociației Științifice de Producere „Selecția”. Numai în perioada 1973-1993 au fost selectate 134 soiuri și hibrizi, dintre care 39 au fost omologați. A crescut considerabil arealul geografic de răspândire a soiurilor și hibrizilor creați la Bălți. Un aport deosebit la crearea acestor soiuri și hibrizi au avut academicianul Il. Untilă, doctorii în  științe agricole N. Golban, V. Corobco, I. Procofiev, A. Hangan, M. Buciuceanu ș.a. În total, pe parcursul celor 65 ani de activitate la ICCC „Selecția” au fost selectate 306 soiuri  și hibrizi, dintre care 111 au fost omologați. 

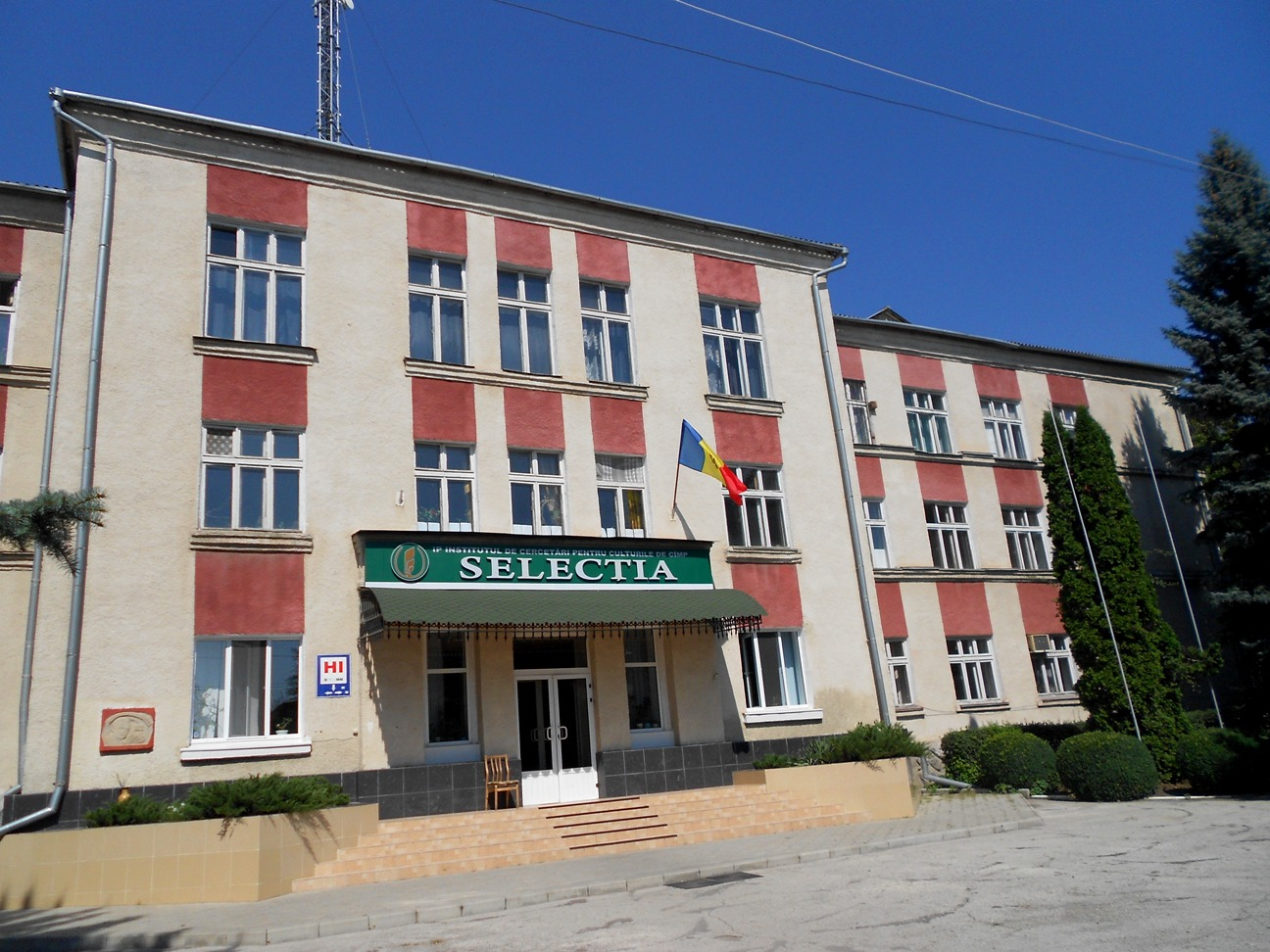
Sediul administrativ

## Cercetări
În prezent, pe câmpurile Moldovei se cultivă 79 soiuri și hibrizi creați la ICCC „Selecția”, inclusiv: 16 soiuri de grâu de toamnă; 5 soiuri de orz de toamnă; 2 soiuri de orz de primăvară; 9 soiuri de soia; 8 soiuri de fasole; 5 soiuri de mazăre; 4 soiuri de lucernă; 4 soiuri de măzăriche de toamnă; 5 soiuri de măzăriche de primăvară; 12 hibrizi de floarea-soarelui și 4 de sfeclă de zahăr. Comisia de Stat la moment testează 32 soiuri  și hibrizi, dintre care 3 sunt recunoscuți de perspectivă. ICCC „Selecția” la moment este deținătorul celui mai mare număr de brevete pentru invenții în Republica Moldova. Către AGEPI au fost înaintate 54 cereri de brevet. Printre deținătorii celui mai mare număr de brevete de autor se numără: I. Nișcii, I. Procofiev, V. Corobco, I. Untila, I. Tcacenco, L. Telega, I. Covalischi ș.a. 
Savanții din cadrul instituției se ocupă și cu elaborarea sistemelor de agricultură durabilă, inclusiv ecologice; perfecționarea tehnologiilor de cultivare a culturilor de câmp sub aspectul reducerii cheltuielilor din surse energetice nerenovabile și derivatelor lor (îngrășăminte minerale, în deosebi de azot, pesticide etc.) . Se realizează experiențe de lungă durată pe asolamente, culturi permanente, diferite sisteme de lucrare, fertilizare și irigare a solului în asolament. Cercetările efectuate de savanții institutului au demonstrat experiențe polifactoriale posibilitatea reală de tranziție la un sistem nou de agricultură ecologică în Republica Moldova .

## Colaborări
Institutul colaborează în crearea soiurilor (hibrizilor) și în perfecționarea tehnologiilor de cultivare cu o serie de instituții științifice din Rusia, Ucraina, Bielorusia, Germania, România, SUA, Ungaria, Cehia, Italia ș.a.
Începând cu 2003, cu susținerea președintelui  țării a fost deschisă la Universitatea de Stat „A. Russo” Facultatea de Științe ale Naturii și Agroecologie. Cu deschiderea acestei facultăți a devenit posibilă încadrarea personalului științific al institutului în procesul didactic, ceea ce este firesc pentru învățământul universitar din toată lumea. Astfel, experiența bogată de lucru acumulată de cadrele  științifice va fi împărtășită generației tinere de studenți, viitorilor colaboratori științifici și specialiști de care institutul are nevoie.